# Ariel Garcia-Valdès
Pour les articles homonymes, voir Valdés.
Ariel Garcia-Valdès est un comédien, metteur-en-scène et pédagogue, ancien directeur de l'école nationale supérieure d'art dramatique de Montpellier, franco-espagnol né à Saint Gaudens dans la Haute-Garonne le 2 octobre 1947[réf. nécessaire].

## Biographie
Fils de réfugiés républicains de la guerre d'Espagne, Ariel Garcia-Valdès commence sa carrière en 1968 dans une compagnie créée avec ses amis, 'Le Théâtre Partisan' au côté de Georges Lavaudant. Il entre au Centre national d'art dramatique des Alpes où il fait ses armes en tant qu'acteur et metteur en scène, dans le répertoire classique autant que contemporain. Il est tour à tour Lorenzaccio, Edgar dans Le Roi Lear ou incarne des personnages de Brecht, Pirandello ou Pierre Bourgeade. Plus tard, il donne la réplique à Maria Casarès dans Les Revenants d'Ibsen et joue le rôle prestigieux d'Hamlet. Ariel Garcia-Valdès est sur tous les fronts : il met en scène et interprète À l'ombre des ailes, monte deux versions différentes des Trois sœurs de Tchekhov.
En 1984, c'est le tournant de sa carrière, il marque le Festival d'Avignon par son interprétation de Richard III, mis en scène par Georges Lavaudant, dans la cour d'honneur du Palais des Papes[réf. nécessaire].
À la suite de ce succès, il décide d'arrêter sa carrière d'acteur et se consacre dans les années 1990 à monter des pièces à Paris et Barcelone : Comme il vous plaira, Le Voyage de Vázquez Montalbán, et autres auteurs classiques européens allant de Calderón à Goldoni, de Lorca à Hemingway. Il met en scène plusieurs grands opéras, parmi eux La Traviata et Le Barbier de Séville.
En 1998, il prend la direction du conservatoire de Montpellier où son action lui vaut la remise en 2001 du Molière d'honneur de Gabriel Monnet, ce dernier souhaitant saluer la qualité d'esprit au sein de cette structure d'où sont sortis notamment Alexandre Charlet, Céline Massol, Babacar M'Baye Fall, Mathieu Zabé, le rappeur-comédien marseillais Duval MC, Marion Aubert, Marion Guerrero ou encore les compagnies Machine Théâtre, Tire pas la Nappe, la Chèvre à cinq pattes.
En 2004, en hommage à la mort de Carmelo Bene, Ariel Garcia-Valdès reprend le chemin des planches pour réincarner à nouveau le sombre personnage de Richard III. La représentation devait être unique mais la pièce sera jouée plus de quatre-vingt fois.
En 2006, il est l'inquiétant Valmont pour Quartett d'Heiner Müller, réinterprétant Les Liaisons dangereuses aux côtés d'Isabelle Huppert.

## Comédien
- 1970 : Les Tueurs, mise en scène Georges Lavaudant, Grenoble
- 1973 : Lorenzaccio d'Alfred de Musset, mise en scène Georges Lavaudant, Grenoble
- 1975 : Lorenzaccio d'Alfred de Musset, mise en scène Georges Lavaudant, Maison de la Culture de Grenoble
- 1976 : Le Roi Lear de William Shakespeare, mise en scène Georges Lavaudant, Maison de la Culture de Grenoble
- 1976 : Louve basse de Denis Roche, mise en scène Georges Lavaudant, Festival d'Avignon
- 1976 : Palazzo Mentale de Pierre Bourgeade, mise en scène Georges Lavaudant, Maison de la Culture de Grenoble
- 1976 : Les Revenants d'Henrik Ibsen, mise en scène Pierre Maxence, Maison de la Culture de Grenoble
- 1977 : Le Hamlet de Shakespeare d'après William Shakespeare, Archidame de Hélène Cixous, Jean-Luc Godard, mise en scène Daniel Mesguich, Maison de la Culture de Grenoble
- 1978 : Maître Puntila et son valet Matti de Bertolt Brecht, mise en scène Georges Lavaudant, Maison de la Culture de Grenoble, Théâtre Mogador, Nouveau théâtre de Nice
- 1980 : Les Voyageurs de Pierre Peju, mise en scène Georges Lavaudant, Maison de la Culture de Grenoble
- 1983 : Les Céphéides de Jean-Christophe Bailly, mise en scène Georges Lavaudant, Maison de la Culture de Grenoble, Théâtre national de Strasbourg, Festival d'Avignon, Théâtre de la Ville
- 1984 : Richard III de William Shakespeare, mise en scène Georges Lavaudant, Théâtre national de Strasbourg, Festival d'Avignon
- 1991 : Mesure pour mesure de William Shakespeare, mise en scène Peter Zadek, Odéon-Théâtre de l'Europe
- 1994 : Les Estivants de Maxime Gorki, mise en scène Lluís Pasqual (es), Odéon-Théâtre de l'Europe
- 1996 : La Cour des comédiens d'Antoine Vitez, mise en scène Georges Lavaudant, Festival d'Avignon
- 2004 : La Rose et la hache d'après Carmelo Bene et William Shakespeare, mise en scène Georges Lavaudant, Odéon-Théâtre de l'Europe
- 2006 : Hamlet [un songe] d'après William Shakespeare, mise en scène Georges Lavaudant, Odéon-Théâtre de l'Europe
- 2006 : Quartett d’après Heiner Müller, mise en scène Bob Wilson, Odéon-Théâtre de l'Europe
- 2008 : Scènes de chasse d'après Penthésilée de Heinrich von Kleist, musique René Koering, mise en scène Georges Lavaudant, Opéra Berlioz
- 2009 : L'Amante anglaise de Marguerite Duras, mise en scène Marie-Louise Bischofberger, Théâtre de la Madeleine
- 2015 : Ivanov d’Anton Tchekhov, mise en scène Luc Bondy, Odéon-Théâtre de l'Europe

## Metteur en scène
- 1985 : Les Trois Sœurs d'Anton Tchekhov, Maison de la Culture de Grenoble
- 1988 : Comme il vous plaira de William Shakespeare, TNP Villeurbanne
- 1998 : Dialogue en ré majeur de Javier Tomeo, avec Michel Aumont et Roland Blanche, Odéon-Théâtre de l'Europe